# Expreso nocturno
Expreso nocturno es un cortometraje del año 2003, dirigido por Imanol Ortiz López y protagonizado por Álex Angulo, Enrique Martínez y César Sarachu.

## Sinopsis
Un hombre de lo más paciente, realiza un viaje en tren y, una vez acomodado en su compartimento, observa como otro pasajero ya se encontraba durmiendo en la litera de arriba. Este compañero resulta ser una persona de lo más hipocondríaca y pondrá a prueba la paciencia del pasajero paciente, realizándole una serie de preguntas absurdas que pondrán a prueba su tan destacada paciencia y sus ganas de conciliar el sueño.

## Reparto
- Álex Angulo, como pasajero hipocondríaco.
- Enrique Martínez, como revisor del tren.
- César Sarachu, como pasajero paciente.

## Premios

### 2003
- 20.ª Semana del Cine Vasco - Premio del público
- Semana Internacional del Cortometraje de San Roque - Premio Kodak al mejor cortometraje nacional en 35 mm.